# Perilissus albitarsis
Perilissus albitarsis là một loài tò vò trong họ Ichneumonidae.